# Palazzo Barberini
A Palazzo Barberini 17. századi palota Róma Trevi kerületében, a Piazza Barberinin. Ma többek közt a Galleria Nazionale d'Arte Antica otthona.

## Története
A lejtős domboldalon korábban kert volt, amelyben a Sforza-család palazzettója épült, 1549-ben. A lejtős helyszín a 16. század folyamán egyik bíborosról a másikra hagyományozódott, anélkül, hogy teljes beépítését tervezték volna. 
Amikor Alessandro Sforza pénzügyi nehézségekkel szembesült, a még félig kész városi területet 1625-ben megvásárolta Maffeo Barberini, a későbbi VIII. Orbán pápa. 

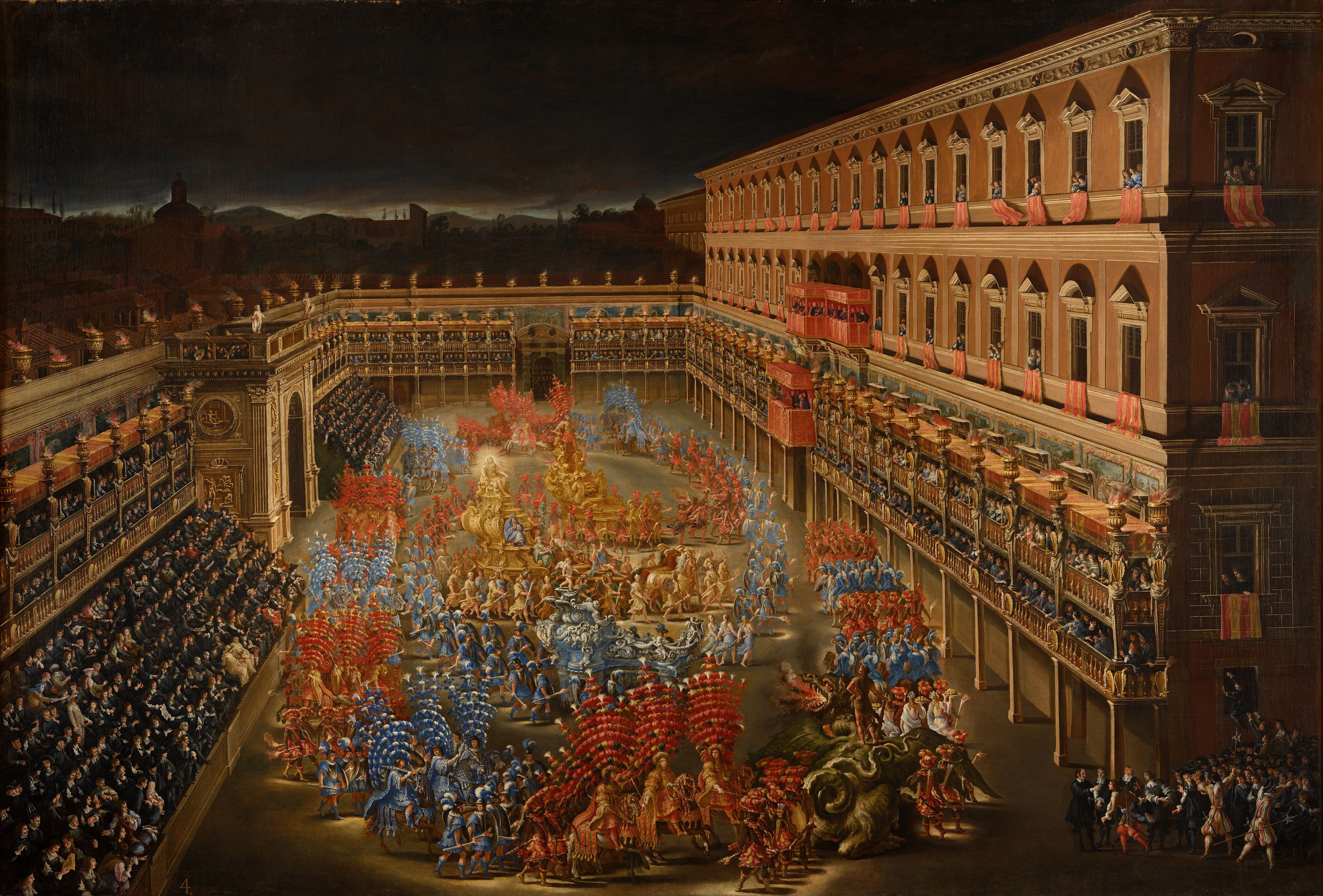
Krisztina svéd királynő fogadása a Palazzo Barberiniben, 1656. február 28-án

Három nagy építész dolgozott, hogy létrehozza a Palazzón saját stílusát. Carlo Maderno amikor a Szent Péter-bazilika hajójának kibővítésén dolgozott, megbízást kapott, hogy csatoljon a Villa Sforzán belül egy hatalmas reneszánsz tömböt a Palazzo Farnese mellé; és a design gyorsan a fejedelmi hatalom városi székhelyének előzményeit meghatározó kombinációjává fejlődött, amely egy kerti előcsarnokkal volt ellátva, s egy félig zárt udvarral rendelkező elővárosi villa jellegét tükrözte.
Maderno 1627-ben kezdett a munkához unokaöccse, Francesco Borromini segítségével. Ekkor, a déli szárny alapozásának kiásása közben találnak rá az ókori nimfaionra és annak falán a ma Barberini Tájképnek (Paesaggio Barberini) nevezett ókori freskóra. Amikor a mester 1629-ben meghalt, Borromini háttérbe került, s a bizottság Bernininek, a fiatal, akkor még inkább szobrászként ismert művésznek ítélte a folytatás lehetőségét. Borromini maradt, függetlenül attól, hogy még két építész dolgozott rajta, bár rövid időre ezen is, majd a Palazzo Spada építésén munkálkodott. A palotát Bernini 1633-ban fejezte be.
A Castro-háborúk és VIII. Orbán pápa halála után, a Pamphili X. Ince pápa által elkobzott palotába a Barberinik csak 1653-ban költözhettek vissza.

## Épülete

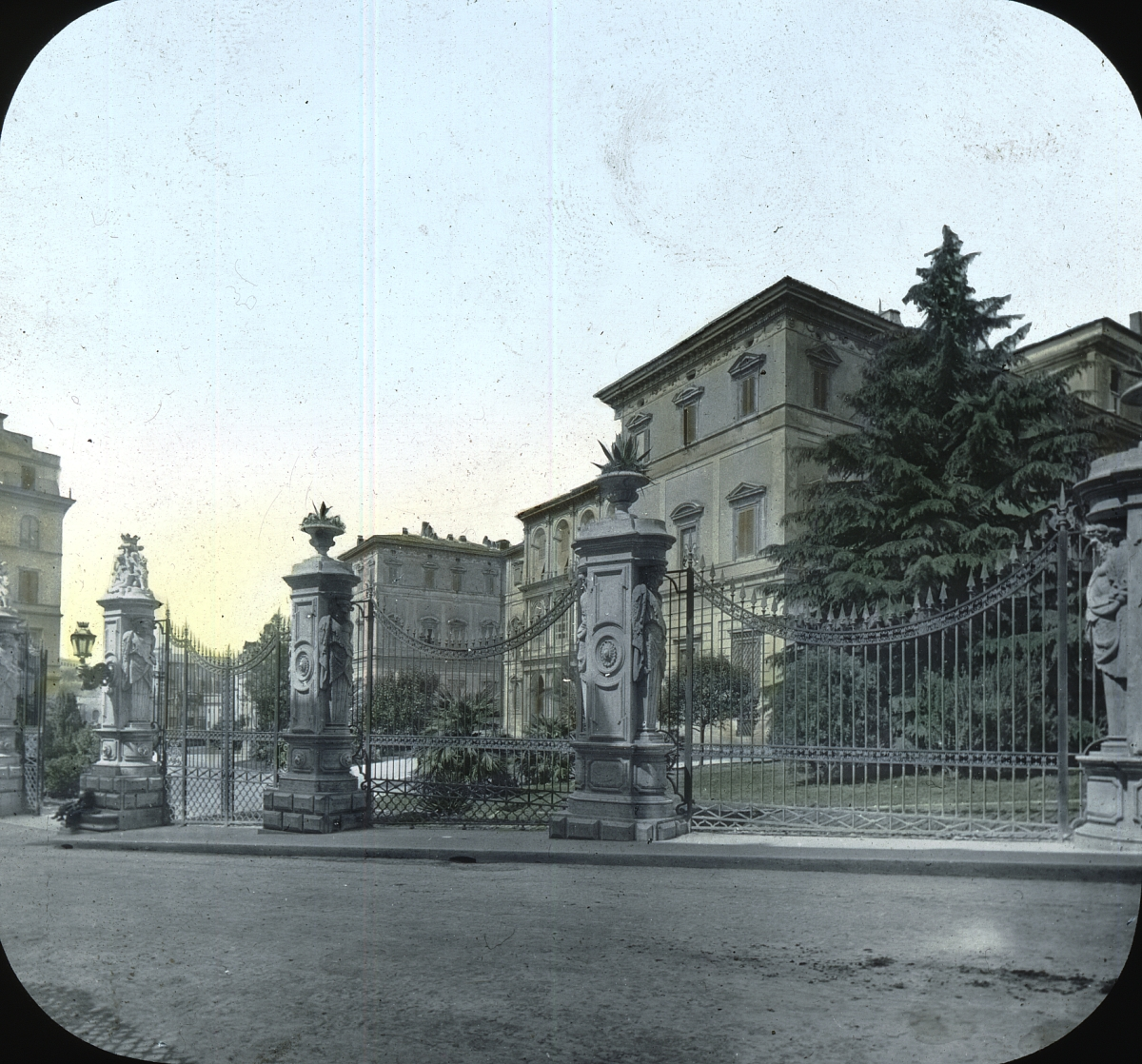
A Palazzo Barberini kívülről: Brooklyn Múzeum Levéltár és Goodyear Levéltári Gyűjtemény

Bernini a palotát egy nagy udvar köré építette, a kétszintes csarnok mögött egy ovális szalon kiterjesztett szárnyával uralja az alacsonyabb szinten lévő teret. A hátsó, hosszú szárny védte a kertet az alatta lévő tértől, amelyből kiemelkedett egy kicsit ütött-kopott alagsor, olyan mint egy katonai erőd. A fő blokk három nagyszerű íves ablakot mint mázas árkádokat ábrázol, olyan képletet, amely inkább velencei, mint római. A legfelső emeleten Borromini ablakai hamis perspektívában vannak elhelyezve, ami extra mélységet sugall, amit még a 20. században is másoltak. A folyosón két lépcsősor vezet a piano nobilére, bal oldalt Bernini négyszögletes lépcsőháza és jobbra Borromini kisebb ovális lépcsője.

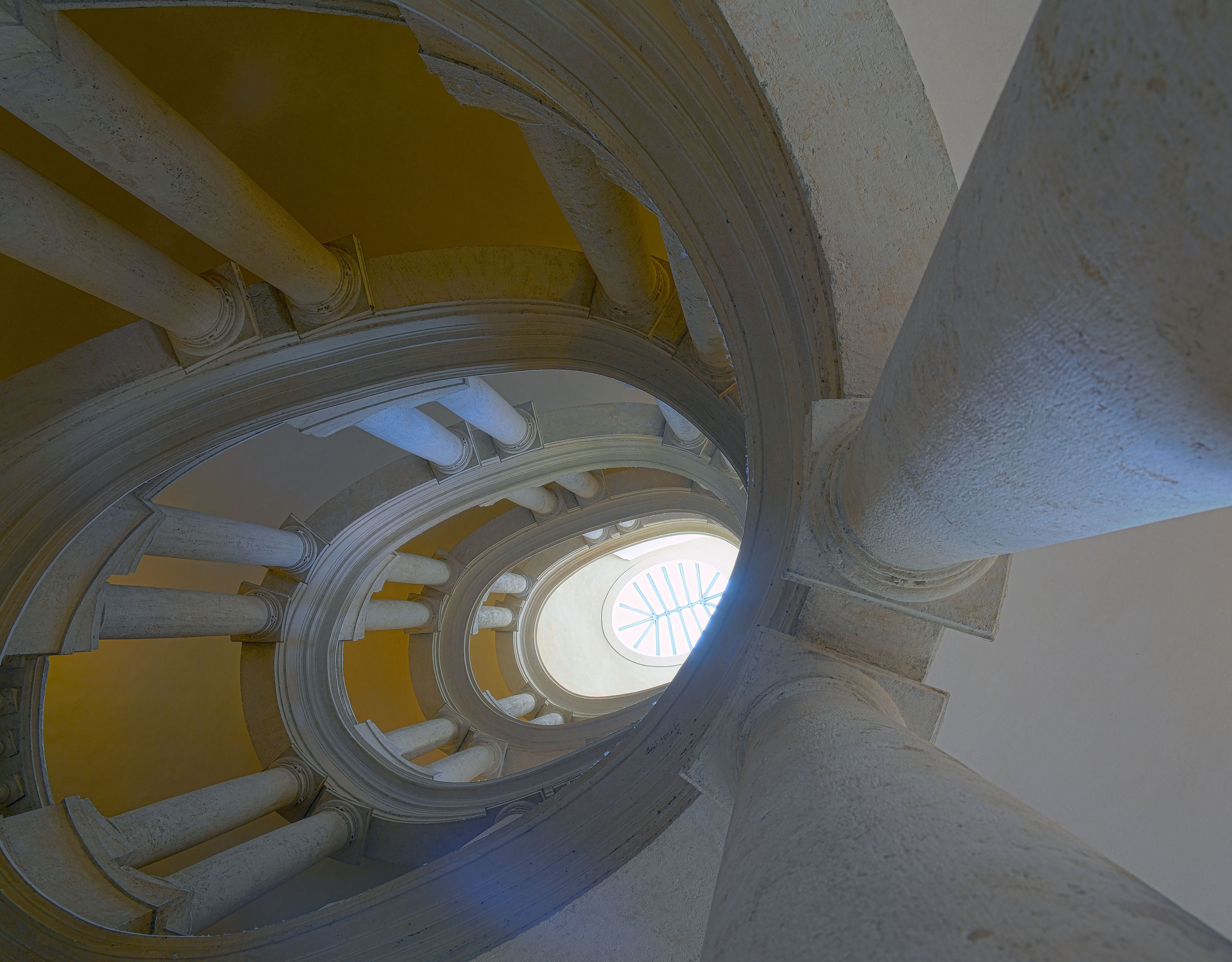
A híres,
orsóalakú Borromini-lépcső

Borromini ide tervezett, hamis perspektívájú ablakait más jelentős épületekben is Európa-szerte alkalmazták a központi blokk kétszintes csarnoka mögött, egy ovális szalon kiterjesztett, szimmetrikus szárnyaival úgy, hogy a főépületben cour d’honneurt hozzon létre.
A szalon mennyezetét Pietro da Cortona remekműve, Az Isteni Gondviselés diadala allegóriája című barokk freskó díszíti. Ez a hatalmas panegyricus allegória nagy hatással volt a dicsőséges és egyházi mennyezet díszítésére; befolyása más panorámajelenetekben is megfigyelhető, mint például a Sant’Ignazio (Andrea Pozzo) freskófalak; vagy a Villa Pisani Stra városában, a királyi terem (Madridban), és a Ca'Rezzonico Velencében (Giovanni Domenico Tiepolo). Ebben a palotában is remekművet készített Andrea Sacchi, Cortona stílusában, az Isteni Bölcsesség kortárs kritikájaként.
A piano nobile szint festett mennyezetei más, olyan tizenhetedik századi művészek, mint Giuseppe Passeri, Andrea Camassei munkái, ráadásul a múzeum gyűjteményének értékes családi freskói Polidoro da Caravaggiót és szeretőjét Maturino da Firenzét ábrázolják.

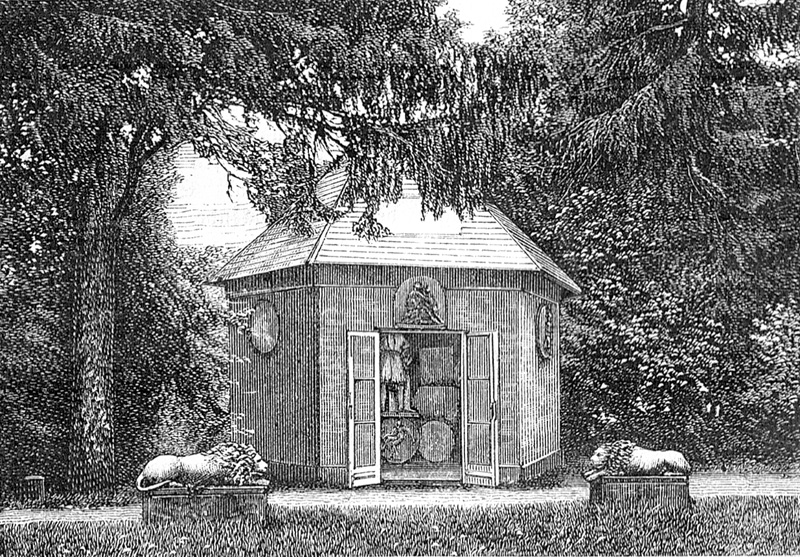
Bertel Thorvaldsen stúdiója

A giardino segreto (titkos kert) egyik szegletében, a kívülállók elől rejtetten bújik meg a Bertel Thorvaldsen-emlékmű, amely a Teatro delle Quattro Fontane közelében a szobrász műterme volt 1822–1834 között.

## Modern története, látnivalók

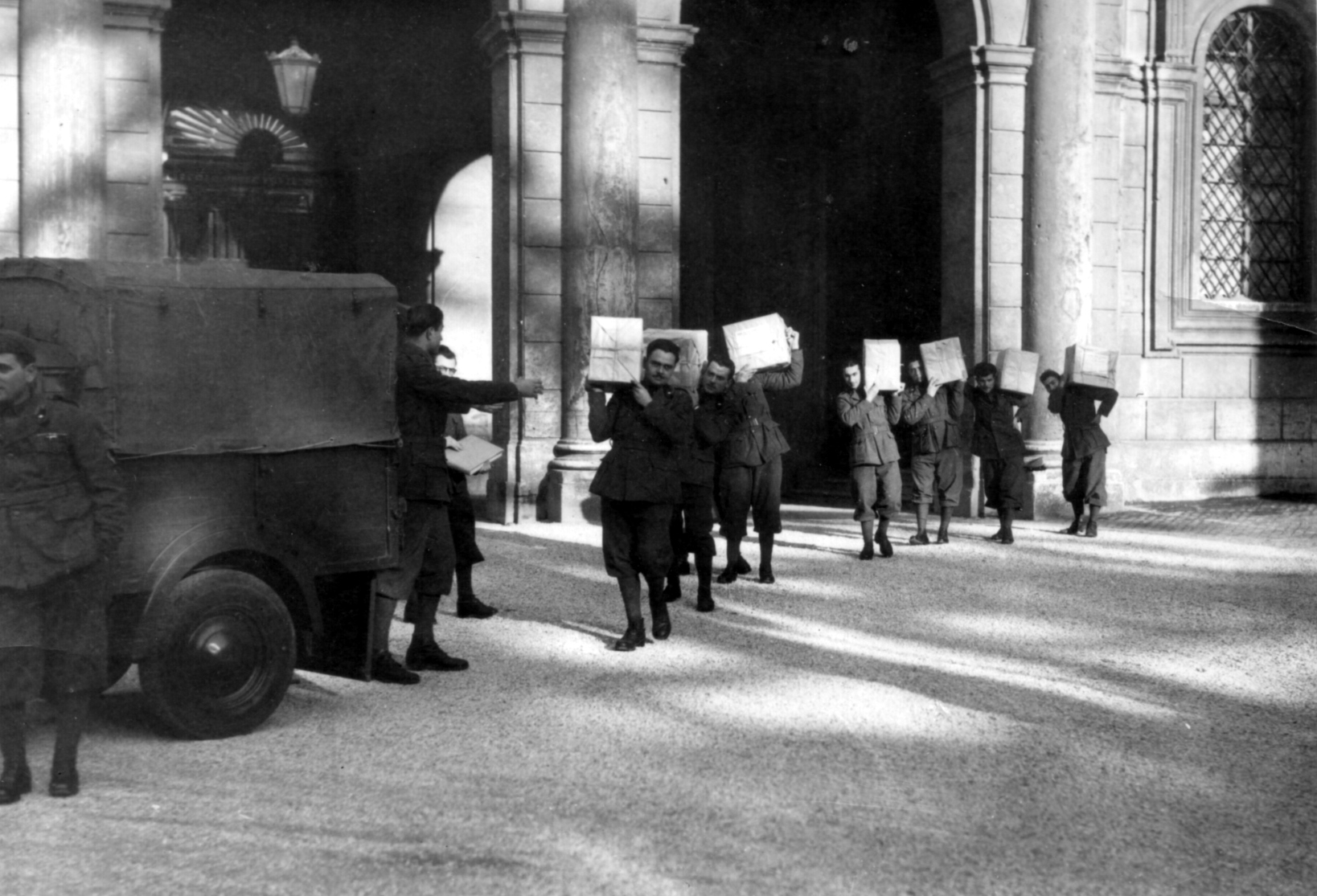
Olasz katonák a könyveket helyezik biztonságba, a második világháború közelgő frontja elől

Manapság a Palazzo Barberini ad otthont a Galleria Nazionale d’Arte Antica számára, amely a legfontosabb festménygyűjtemények egyike Olaszországban. Itt látható Raffaello Pékleány portréja, Caravaggio Judit lefejezi Holofernest , valamint Hans Holbein portréja VIII. Henrik angol királyról. 
A palotában van az olasz Numizmatikai Intézet is.
Az Emberi Jogok Európai Bírósága által összeállított Az emberi jogok európai egyezménye (EJEE), amelyet 1950. november 4-én itt írtak alá, mérföldkő az emberi jogok védelmében.
Pincékbe rejtve, az épület hátsó részében találtak egy valószínűleg második századbeli Mithrász-szentélyt a Villa Savorgnan di Brazzà 1936-ban folyt építkezése során.

## Külső hivatkozások
- Palazzo Barberini: official site
- Rome Art-Lover: Palazzo Barberini
- Palazzo Barberini and Veneto Rome guide
- Italian army ends museum stand-off, BBC News, Friday, 13 October 2006
- Google Maps.  A Palazzo Barberinit alkotó komplexum Róma központjában helyezkedik el, minden oldalról meredek utcáktól körülvéve. A kép bal alsó részén a Quirinale-palota kertjei kezdődnek. A jobb alsó sarokban a San Carlo alle Quattro Fontane templom látszik. Átellenben, a Palazzo Barberini fölött van a háromszög alakú Piazza Barberini a Triton-szökőkúttal.
- The National Gallery of Ancient Art at Barberini Palace
- Csizi Sándor: A kabirok fiatalító kamrájának keresése. Barberini tájkép, Titkos Történelem.org, 2016. nov. 20. Archiválva 2022. január 10-i dátummal a Wayback Machine-ben

## Fordítás
- Ez a szócikk részben vagy egészben  a   Palazzo Barberini című angol Wikipédia-szócikk ezen változatának fordításán alapul.  Az eredeti cikk szerkesztőit annak laptörténete sorolja fel. Ez a jelzés csupán a megfogalmazás eredetét és a szerzői jogokat jelzi, nem szolgál a cikkben szereplő információk forrásmegjelöléseként.